# Liste der Baudenkmäler in Deisenhausen
Auf dieser Seite sind die Baudenkmäler in der schwäbischen Gemeinde Deisenhausen zusammengestellt. Diese Tabelle ist eine Teilliste der Liste der Baudenkmäler in Bayern. Grundlage ist die Bayerische Denkmalliste, die auf Basis des Bayerischen Denkmalschutzgesetzes vom 1. Oktober 1973 erstmals erstellt wurde und seither durch das Bayerische Landesamt für Denkmalpflege geführt wird. Die folgenden Angaben ersetzen nicht die rechtsverbindliche Auskunft der Denkmalschutzbehörde.

## Baudenkmäler nach Ortsteilen

### Deisenhausen
| Lage                                                        | Objekt                              | Beschreibung | Akten-Nr.             | Bild                               |
| ----------------------------------------------------------- | ----------------------------------- | --- | --------------------- | ---------------------------------- |
| Am Dorfplatz 1 (Standort)                                   | ehemaliger Gasthof zum Engel        | Satteldachbau, Giebel mit kräftigem Sohlgesims, 1761                                                                              | D-7-74-124-1 Wikidata | ehemaliger Gasthof zum Engel       |
| Krumbacher Straße 1 (Standort)                              | ehemaliges Gasthaus Gollmitzer      | 1902 unter Einbeziehung eines älteren Kerns                                                                                       | D-7-74-124-13         | ehemaliges Gasthaus Gollmitzer     |
| Krumbacher Straße 2 (Standort)                              | Katholische Pfarrkirche St. Stephan | barocke Anlage, 1766/67 nach Plan von Joseph Dossenberger dem Jüngeren; mit Ausstattung: Kanzel, Hochaltar und zwei Seitenaltäre. | D-7-74-124-2 Wikidata | weitere Bilder                     |
| Krumbacher Straße 3 (Standort)                              | Pfarrhaus                           | Giebelbau, 1848 | D-7-74-124-3 Wikidata | Pfarrhaus                          |
| Schloßhofstraße 5 (Standort)                                | Satteldachbau                       | Mit vorkragendem Fachwerkgiebel, wohl 1732                                                                                        | D-7-74-124-4 Wikidata | Satteldachbau                      |
| Ulmer Straße 1 (Standort)                                   | Tür                                 | Aus dem 18. Jahrhundert Wandbild                                                                                                  | D-7-74-124-5 Wikidata | BW                                 |
| Ulmer Straße 5; östlich der Günzbrücke (Standort)           | Kapelle (sogenannte Kerkerkapelle)  | 1855 | D-7-74-124-6 Wikidata | Kapelle (sogenannte Kerkerkapelle) |
| Südöstlich des Ortes an der Straße nach Krumbach (Standort) | Bildstock                           | Nischenpfeiler, 1862 | D-7-74-124-7 Wikidata | Bildstock                          |

### Nordhofen
| Lage                   | Objekt               | Beschreibung          | Akten-Nr.             | Bild           |
| ---------------------- | -------------------- | --------------------- | --------------------- | -------------- |
| Nordhofen 8 (Standort) | Kapelle St. Leonhard | 1747; mit Ausstattung | D-7-74-124-9 Wikidata | weitere Bilder |

### Oberbleichen
| Lage                   | Objekt                              | Beschreibung                                                | Akten-Nr.              | Bild           |
| ---------------------- | ----------------------------------- | ----------------------------------------------------------- | ---------------------- | -------------- |
| Kirchberg 6 (Standort) | Katholische Filialkirche Sankt Zeno | Spätgotisch, Langhausumbau 18. Jahrhundert; mit Ausstattung | D-7-74-124-10 Wikidata | weitere Bilder |

### Unterbleichen
| Lage                                                       | Objekt                                          | Beschreibung                                                             | Akten-Nr.              | Bild           |
| ---------------------------------------------------------- | ----------------------------------------------- | ------------------------------------------------------------------------ | ---------------------- | -------------- |
| Schulstraße 3 (Standort)                                   | Katholische Pfarrkirche Sankt Mariä Himmelfahrt | barocke Anlage 1712/13, erneuert 1893, Turm spätgotisch; mit Ausstattung | D-7-74-124-11 Wikidata | weitere Bilder |
| Im Süden des Ortes, an der Straße nach Krumbach (Standort) | Bildstock                                       | Gemauerter Bildstock, im Kern 18. Jahrhundert, 1917 renoviert            | D-7-74-124-12 Wikidata | Bildstock      |

## Ehemalige Baudenkmäler
In diesem Abschnitt sind Objekte aufgeführt, die früher einmal in der Denkmalliste eingetragen waren, jetzt aber nicht mehr. Objekte, die in anderem Zusammenhang also z. B. als Teil eines Baudenkmals weiter eingetragen sind, sollen hier nicht aufgeführt werden. Aktennummern in diesem Abschnitt sind ehemalige, jetzt nicht mehr gültige Aktennummern.
| Lage                                                     | Objekt    | Beschreibung                              | Akten-Nr.             | Bild      |
| -------------------------------------------------------- | --------- | ----------------------------------------- | --------------------- | --------- |
| Deisenhausen Nattenhauser Straße (bei Nr. 32) (Standort) | Bildstock | wohl 18. Jahrhundert, 1998 stark erneuert | D-7-74-124-8 Wikidata | Bildstock |